# 1911年
1911年（1911 ねん）は、西暦（グレゴリオ暦）による、日曜日から始まる平年。明治44年。
この項目では、国際的な視点に基づいた1911年について記載する。 

## 他の紀年法
- 干支 : 辛亥
- 日本（月日は一致）
  - 明治44年
  - 皇紀2571年
- 中国
  - 清：宣統2年12月1日 - 宣統3年11月12日
- 朝鮮（月日は一致）
  - 檀紀4244年
- ベトナム
  - 阮朝 :維新4年12月1日 - 維新5年11月12日
- 仏滅紀元 : 2453年10月2日 - 2454年10月11日
- ヒジュラ暦（イスラム暦） : 1328年12月29日 - 1330年1月10日
- ユダヤ暦 : 5671年4月1日 - 5672年4月10日
- 修正ユリウス日(MJD) : 19037 - 19401
- リリウス日(LD) : 119878 - 120242

※檀紀は、大韓民国で1948年に法的根拠を与えられたが、1962年からは公式な場では使用されていない。

## カレンダー
| 1月 |    |    |    |    |    |    |
| 日  | 月 | 火 | 水 | 木 | 金 | 土 |
| 1   | 2  | 3  | 4  | 5  | 6  | 7  |
| 8   | 9  | 10 | 11 | 12 | 13 | 14 |
| 15  | 16 | 17 | 18 | 19 | 20 | 21 |
| 22  | 23 | 24 | 25 | 26 | 27 | 28 |
| 29  | 30 | 31 |    |    |    |    |
|     |    |    |    |    |    |    |

| 2月 |    |    |    |    |    |    |
| 日  | 月 | 火 | 水 | 木 | 金 | 土 |
|     |    |    | 1  | 2  | 3  | 4  |
| 5   | 6  | 7  | 8  | 9  | 10 | 11 |
| 12  | 13 | 14 | 15 | 16 | 17 | 18 |
| 19  | 20 | 21 | 22 | 23 | 24 | 25 |
| 26  | 27 | 28 |    |    |    |    |
|     |    |    |    |    |    |    |

| 3月 |    |    |    |    |    |    |
| 日  | 月 | 火 | 水 | 木 | 金 | 土 |
|     |    |    | 1  | 2  | 3  | 4  |
| 5   | 6  | 7  | 8  | 9  | 10 | 11 |
| 12  | 13 | 14 | 15 | 16 | 17 | 18 |
| 19  | 20 | 21 | 22 | 23 | 24 | 25 |
| 26  | 27 | 28 | 29 | 30 | 31 |    |
|     |    |    |    |    |    |    |

| 4月 |    |    |    |    |    |    |
| 日  | 月 | 火 | 水 | 木 | 金 | 土 |
|     |    |    |    |    |    | 1  |
| 2   | 3  | 4  | 5  | 6  | 7  | 8  |
| 9   | 10 | 11 | 12 | 13 | 14 | 15 |
| 16  | 17 | 18 | 19 | 20 | 21 | 22 |
| 23  | 24 | 25 | 26 | 27 | 28 | 29 |
| 30  |    |    |    |    |    |    |
|     |    |    |    |    |    |    |

| 5月 |    |    |    |    |    |    |
| 日  | 月 | 火 | 水 | 木 | 金 | 土 |
|     | 1  | 2  | 3  | 4  | 5  | 6  |
| 7   | 8  | 9  | 10 | 11 | 12 | 13 |
| 14  | 15 | 16 | 17 | 18 | 19 | 20 |
| 21  | 22 | 23 | 24 | 25 | 26 | 27 |
| 28  | 29 | 30 | 31 |    |    |    |
|     |    |    |    |    |    |    |

| 6月 |    |    |    |    |    |    |
| 日  | 月 | 火 | 水 | 木 | 金 | 土 |
|     |    |    |    | 1  | 2  | 3  |
| 4   | 5  | 6  | 7  | 8  | 9  | 10 |
| 11  | 12 | 13 | 14 | 15 | 16 | 17 |
| 18  | 19 | 20 | 21 | 22 | 23 | 24 |
| 25  | 26 | 27 | 28 | 29 | 30 |    |
|     |    |    |    |    |    |    |

| 7月 |    |    |    |    |    |    |
| 日  | 月 | 火 | 水 | 木 | 金 | 土 |
|     |    |    |    |    |    | 1  |
| 2   | 3  | 4  | 5  | 6  | 7  | 8  |
| 9   | 10 | 11 | 12 | 13 | 14 | 15 |
| 16  | 17 | 18 | 19 | 20 | 21 | 22 |
| 23  | 24 | 25 | 26 | 27 | 28 | 29 |
| 30  | 31 |    |    |    |    |    |
|     |    |    |    |    |    |    |

| 8月 |    |    |    |    |    |    |
| 日  | 月 | 火 | 水 | 木 | 金 | 土 |
|     |    | 1  | 2  | 3  | 4  | 5  |
| 6   | 7  | 8  | 9  | 10 | 11 | 12 |
| 13  | 14 | 15 | 16 | 17 | 18 | 19 |
| 20  | 21 | 22 | 23 | 24 | 25 | 26 |
| 27  | 28 | 29 | 30 | 31 |    |    |
|     |    |    |    |    |    |    |

| 9月 |    |    |    |    |    |    |
| 日  | 月 | 火 | 水 | 木 | 金 | 土 |
|     |    |    |    |    | 1  | 2  |
| 3   | 4  | 5  | 6  | 7  | 8  | 9  |
| 10  | 11 | 12 | 13 | 14 | 15 | 16 |
| 17  | 18 | 19 | 20 | 21 | 22 | 23 |
| 24  | 25 | 26 | 27 | 28 | 29 | 30 |
|     |    |    |    |    |    |    |

| 10月 |    |    |    |    |    |    |
| 日   | 月 | 火 | 水 | 木 | 金 | 土 |
| 1    | 2  | 3  | 4  | 5  | 6  | 7  |
| 8    | 9  | 10 | 11 | 12 | 13 | 14 |
| 15   | 16 | 17 | 18 | 19 | 20 | 21 |
| 22   | 23 | 24 | 25 | 26 | 27 | 28 |
| 29   | 30 | 31 |    |    |    |    |
|      |    |    |    |    |    |    |

| 11月 |    |    |    |    |    |    |
| 日   | 月 | 火 | 水 | 木 | 金 | 土 |
|      |    |    | 1  | 2  | 3  | 4  |
| 5    | 6  | 7  | 8  | 9  | 10 | 11 |
| 12   | 13 | 14 | 15 | 16 | 17 | 18 |
| 19   | 20 | 21 | 22 | 23 | 24 | 25 |
| 26   | 27 | 28 | 29 | 30 |    |    |
|      |    |    |    |    |    |    |

| 12月 |    |    |    |    |    |    |
| 日   | 月 | 火 | 水 | 木 | 金 | 土 |
|      |    |    |    |    | 1  | 2  |
| 3    | 4  | 5  | 6  | 7  | 8  | 9  |
| 10   | 11 | 12 | 13 | 14 | 15 | 16 |
| 17   | 18 | 19 | 20 | 21 | 22 | 23 |
| 24   | 25 | 26 | 27 | 28 | 29 | 30 |
| 31   |    |    |    |    |    |    |
|      |    |    |    |    |    |    |

## できごと

### 1月
- 1月某日 - フリードリヒ・ニーチェ「ツアラツウストラ」 （「ツァラトゥストラはかく語りき」） 日本語訳。

### 2月
- 2月21日 - 日米通商航海条約が調印され、日本の関税自主権が回復される。（小村寿太郎）

### 3月
- 3月29日 - コルトM1911がアメリカ軍に制式採用される。

### 4月
- 4月22日 - 清華学堂（現・清華大学）設立。

### 5月
- 5月9日 - 清が幹線鉄道国有化令を発布する。

### 6月
- 6月15日 - ニューヨーク州でC-T-R（現・IBM）創業。

### 7月
- 7月1日 - ドイツ帝国軍艦がモロッコのアガディール港に寄港し、フランスを威嚇する（アガディール事件）。
- 7月13日 - 第3次日英同盟協約締結。
- 7月24日 - イェール大学の歴史家ハイラム・ビンガム3世がマチュ・ピチュ遺跡を発見。

### 8月
- 8月18日 - イギリスで議会法が制定され、下院の優越が法制化される。
- 8月21日 - イタリア人ビンセンツォ・ペルージャによりルーブル美術館から「モナリザ」が盗まれる。

### 9月
- 9月14日 - ロシア帝国首相ストルイピンが狙撃される。
- 9月29日 - 北アフリカのオスマン帝国領をめぐって、イタリア王国がオスマン帝国に宣戦布告する（イタリア・トルコ戦争）
- 女性雑誌『青鞜』創刊。

### 10月
- 10月10日 - 清で武昌新軍が蜂起する。辛亥革命の始まり。

### 11月
- 11月4日 - モロッコに関する独仏協定が結ばれる。モロッコではフランスの権益が認められ、ドイツが仏領コンゴの一部を獲得する。
- 11月30日 - 外モンゴル（後のモンゴル国）が清から独立宣言
- 11月某日 - メキシコ革命で、農民派のサパタが蜂起する。
- 11月某日 - フランス映画『ジゴマ』日本公開、大ヒット。

### 12月
- 12月14日 - ロアール・アムンセンが南極点に到達

### 日付不詳
- ヘイケ・カマリン・オネスが超伝導現象を発見。

## 誕生

### 1月
- 1月1日 - ハンク・グリーンバーグ、メジャーリーガー（+ 1986年）
- 1月11日 - 鈴木善幸、第70代内閣総理大臣（+ 2004年）
- 1月11日 - 中村茂、日本最高齢男性（+ 2022年）
- 1月16日 - 田中勝、陸軍軍人・二・二六事件の参加将校の一人（+ 1936年）
- 1月19日 - 藤牧義夫、版画家（+ 1935年）
- 1月23日 - 廣安美代子、スーパーセンテナリアン・日本国内最高齢者（+ 2025年）
- 1月26日 - 柴田勝治、アマチュアボクシング選手・指導者、第11代日本オリンピック委員会委員長 (+ 1994年)
- 1月29日 - ブロニスワフ・ギンペル、ヴァイオリニスト（+ 1979年）

### 2月
- 2月4日 - 馬淵薫、脚本家（+ 1987年）
- 2月6日 - ロナルド・レーガン、俳優、第40代アメリカ合衆国大統領（+ 2004年）
- 2月18日 - 加東大介、俳優（+ 1975年）
- 2月18日 - 児玉誉士夫、右翼運動家（+ 1984年）
- 2月26日 - 岡本太郎、芸術家（+ 1996年）

### 3月
- 3月9日 - ジョン・ラウンズベリー、アニメーター（+ 1976年）
- 3月24日 - ジョセフ・バーベラ、アニメーター（+ 2006年）
- 3月26日 - テネシー・ウィリアムズ、劇作家（+ 1983年）
- 3月26日 - ベルンハルト・カッツ、生理学者（+ 2003年）

### 4月
- 4月8日 - メルヴィン・カルヴィン、化学者（+ 1997年）
- 4月8日 - エミール・シオラン、哲学者（+ 1995年）
- 4月8日 - 藤山一郎、声楽家（+1993年)
- 4月23日 - シモーヌ・シモン、女優（+ 2005年）

### 5月
- 5月1日 - アンソニー・サレルノ、マフィアの指導者（+ 1992年）
- 5月8日 - ロバート・ジョンソン、ブルースマン（+ 1938年）
- 5月15日 - マックス・フリッシュ、作家・建築家（+ 1991年）
- 5月24日 - ハロルド・コンウェイ、俳優（+ 1996年）
- 5月24日 - ネ・ウィン、ビルマの政治家・軍人（+ 2002年）

### 6月
- 6月4日 - ミロヴァン・ジラス、ユーゴスラビアの政治家・理論家（+ 1995年）
- 6月9日 - フランク・マコーミック、メジャーリーガー（+ 1982年）
- 6月10日 - テレンス・ラティガン、劇作家（+ 1977年）
- 6月15日 - ウィルバート・オードリー、汽車のえほん作者（+ 1997年）
- 6月22日 - 河本敏夫、政治家、三光汽船社長（+ 2001年）
- 6月24日 - ファン・マヌエル・ファンジオ、F1レーサー（+ 1995年）
- 6月29日 - バーナード・ハーマン、作曲家（+ 1975年）

### 7月
- 7月2日 - ディエゴ・ファッブリ、作家・脚本家（+ 1980年）
- 7月5日 - ジョルジュ・ポンピドゥー、政治家、フランス第五共和政第2代大統領（+ 1974年）
- 7月9日 - マーヴィン・ピーク、ファンタジー作家・画家・詩人・イラストレーター（+ 1968年）
- 7月21日 - マーシャル・マクルーハン、英文学者・文明批評家（+ 1980年）

### 8月
- 8月7日 - ニコラス・レイ、映画監督（+ 1979年）
- 8月17日 - ミハイル・ボトヴィニク、第7・9・11代チェスの公式世界チャンピオン（+ 1995年）
- 8月25日 - ビビ＝アンネ・フルテン、フィギュアスケート選手（+ 2003年）
- 8月25日 - ヴォー・グエン・ザップ、ベトナムの軍人・政治家（+ 2013年）

### 9月
- 9月19日 - ウィリアム・ゴールディング、イギリスの作家（+ 1993年）
- 9月20日 - 椎崎二郎、大日本帝國陸軍軍人(最終階級:陸軍中佐)・宮城事件の首謀者(失敗して自決)（+ 1945年）
- 9月24日 - コンスタンティン・チェルネンコ、ソビエト連邦書記長（+ 1985年）
- 9月24日 - 巖金四郎、声優（+ 1994年）
- 9月29日 - ドン・ダグラディ、アニメーター（+ 1991年）

### 10月
- 10月5日 - 徳大寺伸、俳優（+ 1995年）
- 10月12日 - マリベル・ビンソン、フィギュアスケート選手（+ 1961年）
- 10月13日 - アンドレ・ナヴァラ、チェリスト（+ 1988年）
- 10月20日 - 石津謙介、ファッションデザイナー（+ 2005年）
- 10月21日 - メアリー・ブレア、芸術家（+ 1978年）
- 10月24日 - サニー・テリー、アメリカ合衆国のブルース歌手、ハーモニカ奏者（+ 1986年）
- 10月30日 - アイリーン・アッシュ、クリケット選手（+ 2021年）

### 11月
- 11月1日 - 富田仲次郎、俳優（+ 1990年）
- 11月2日 - オデッセアス・エリティス、詩人（+ 1996年）
- 11月6日 - 薗部儀三郎、日本最高齢男性（+ 2024年）
- 11月11日- マルタ・ゲネンゲル、競泳選手（+ 1995年）
- 11月24日 - ジョー・メドウィック、メジャーリーガー（+ 1975年）
- 11月26日 - サミュエル・ハーマン・レシェフスキー、チェスの選手（+ 1992年）

### 12月
- 12月1日 - ウォルター・オルストン、メジャーリーグ監督（+ 1984年）
- 12月3日 - ニーノ・ロータ、作曲家（+ 1979年）
- 12月5日 - ウワディスワフ・シュピルマン、ピアニスト（+ 2000年）
- 12月11日 - 銭学森、航空力学研究者（+ 2009年）
- 12月14日 - ハンス・フォン・オハイン、航空エンジニア（+ 1998年）
- 12月21日 - ジョシュ・ギブソン、野球選手（+ 1947年）
- 12月23日 - 村上冬樹、俳優（+ 2007年）
- 12月25日 - ルイーズ・ブルジョワ、彫刻家（+ 2010年）

### 日付不詳
- 日付不詳 - 呉明捷、野球選手（+ 1983年）

## 死去

### 2月
- 2月19日 - ポール・モートン、アメリカ合衆国海軍長官（* 1857年）
- 2月24日 - ジュール・ジョゼフ・ルフェーブル、画家（* 1836年）

### 3月
- 3月1日 - ヤコブス・ヘンリクス・ファント・ホッフ、化学者・ノーベル化学賞受賞者（* 1852年）
- 3月29日 - アレクサンドル・ギルマン、オルガニスト・作曲家（* 1837年）

### 4月
- 4月10日 - ミカロユス・チュルリョーニス、画家・作曲家（* 1875年）
- 4月13日 - アディ・ジョス、メジャーリーガー（* 1880年）

### 5月
- 5月18日 - グスタフ・マーラー、作曲家・指揮者（* 1860年）
- 5月21日 - ウィリアミーナ・フレミング、天文学者（* 1857年）
- 5月22日 - エリザベス・スミス・ミラー、女性解放運動家（* 1822年）
- 5月24日 - エルンスト・レーマク、医学博士（* 1849年）
- 5月25日 - ヴァシリー・クリュチェフスキー、歴史家（* 1841年）

### 6月
- 6月11日 - ジェームス・カーティス・ヘボン、宣教師・医師（* 1815年）
- 6月14日 - ヨハン・スヴェンセン、作曲家・指揮者・ヴァイオリニスト（* 1840年）
- 6月21日 - ロベルト・ラデッケ、音楽家（* 1830年）

### 7月
- 7月5日 - マリア・ピア・デ・サボイア、ポルトガル国王ルイス1世王妃（* 1847年）
- 7月11日 - メリット・ギフィン、陸上競技選手（* 1887年）

### 8月
- 8月5日 - ボブ・カラザーズ、メジャーリーガー（* 1864年）
- 8月29日 - マフブーブ・アリー・ハーン、ニザーム藩王国の君主（* 1866年）
- 8月31日 - ウィル・ホワイト、メジャーリーガー（* 1854年）

### 9月
- 9月18日 - ピョートル・ストルイピン、ロシア帝国首相（* 1862年）
- 9月22日 - オスカル・ケルネル、農芸化学者（* 1851年）

### 10月
- 10月1日 - ヴィルヘルム・ディルタイ、哲学者（* 1833年）
- 10月8日 - 楊文会、仏教学者（* 1837年）
- 10月18日 - アルフレッド・ビネー、心理学者（* 1857年）
- 10月24日 - アイダ・ルイス、灯台守（* 1842年）
- 10月29日 - ジョーゼフ・ピューリツァー、ジャーナリスト（* 1847年）

### 11月
・11月26日 ‐ 小村寿太郎、外交官、政治家、外務大臣、貴族院議員　(*1855年)

### 12月
- 12月1日 - ワシーリー・マクシモフ、画家（* 1844年）
- 12月5日 - アイシングラス、競走馬・種牡馬（* 1890年）
- 12月10日 - ジョセフ・ダルトン・フッカー、植物学者（* 1817年）
- 12月13日 - トーマス・ブレーク・グラバー、商人（* 1838年）
- 12月21日 - ロドルフ・ラドー、数学者・天文学者（* 1835年）

### 日付不詳
- 日付不詳 - マルク・ドラフォンテーヌ、化学者（* 1837年）

## ノーベル賞
- 物理学賞 - ヴィルヘルム・ヴィーン
- 化学賞 - マリ・キュリー
- 生理学・医学賞 - アルヴァル・グルストランド
- 文学賞 - モーリス・メーテルリンク
- 平和賞 - トビアス・アッセル、アルフレッド・ヘルマン・フリート